# Zonas urbanas en Suecia
Un área urbana o tätort (lit. «localidad densa») en Suecia tiene un mínimo de 200 habitantes y puede ser una ciudad, un pueblo o una aldea grande. Es un concepto puramente estadístico, no definido por ningún límite municipal o de condado. Las áreas urbanas más grandes, sinónimo de ciudades o pueblos (en sueco: stad para ambos términos) para fines estadísticos, tienen un mínimo de 10 000 habitantes. La misma definición estadística se utiliza también para las zonas urbanas de los demás países nórdicos.
En 2018, había casi dos mil zonas urbanas en Suecia, que estaban habitadas por el 87 % de la población sueca.

## Historia
Hasta principios del siglo XX, solo los pueblos/ciudades se consideraban zonas urbanas. La zona edificada y la entidad municipal eran normalmente casi congruentes. Sin embargo, la urbanización y la industrialización crearon muchos nuevos asentamientos sin un estatus formal de ciudad. Nuevos suburbios crecieron justo fuera de los límites de la ciudad, siendo de facto urbanos pero de jure rurales. Esto creó un problema estadístico. El censo de 1910 introdujo el concepto de «localidades densamente pobladas en el campo». El término tätort (literalmente «lugar denso») se introdujo en 1930. Las fusiones municipales situaron cada vez más zonas rurales dentro de los municipios de las ciudades, lo que constituía la otra cara del mismo problema. En realidad, los límites administrativos no eran adecuados para definir las poblaciones rurales y urbanas. A partir de 1950 hubo que separar las zonas rurales y urbanas, incluso dentro de los límites de la ciudad, ya que, por ejemplo, la enorme zona silvestre que rodea a Kiruna había sido declarada «ciudad» en 1948. A partir de 1965 solo se cuentan las «localidades no administrativas», independientemente de los límites municipales y de los condados. En 1971 se abolió la «ciudad» como tipo de municipio.

## Terminología

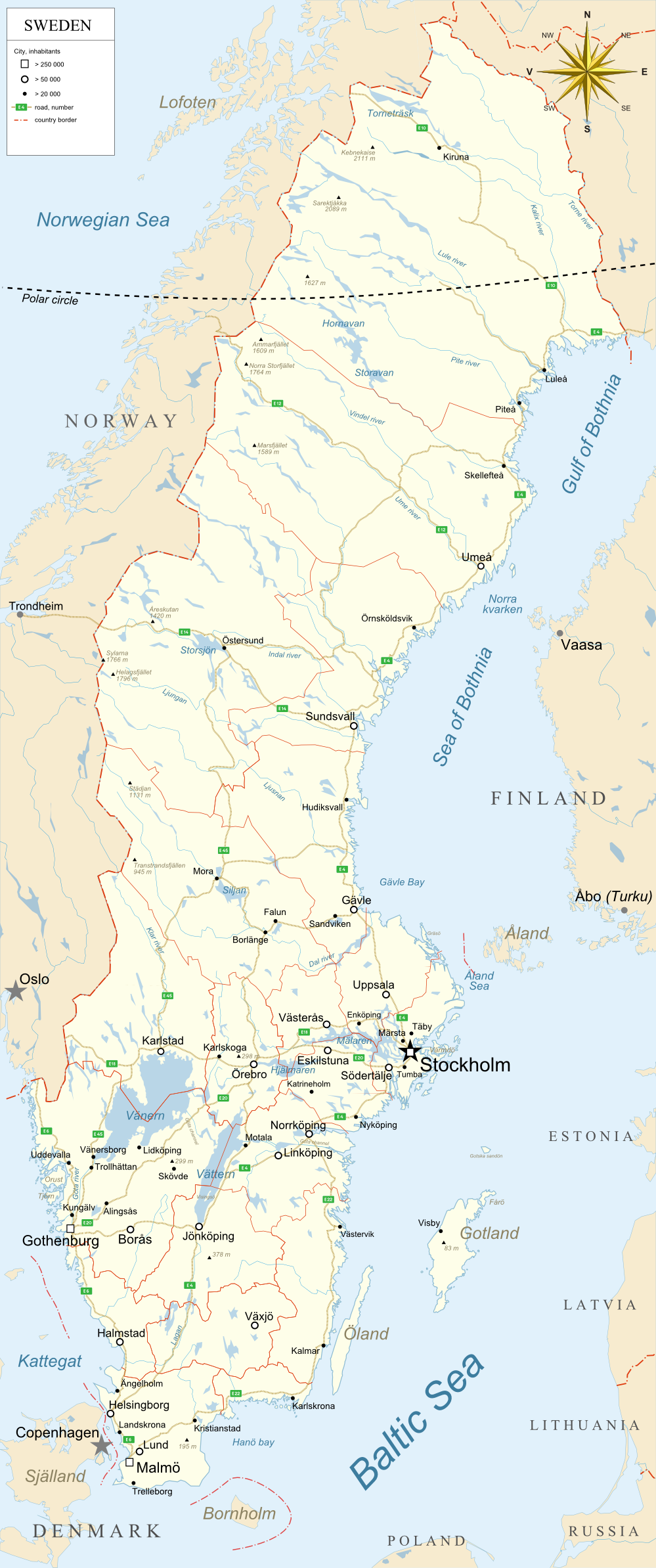
Mapa de Suecia que muestra todas las zonas urbanas (ciudades y pueblos) con una población de más de 20.000 habitantes (Mora no es correcto; Varberg y Falkenberg desaparecidos).

Las zonas urbanas, en el sentido de tätort, se definen independientemente en la división en condados y municipios, y se definen únicamente según la densidad de población. En la práctica, la mayoría de las referencias en Suecia son a municipios, no específicamente a pueblos o ciudades, lo que complica las comparaciones internacionales. La mayoría de los municipios contienen muchas localidades (hasta 26 en el municipio de Kristianstad), pero algunas localidades son, por otra parte, multimunicipales. La zona urbana de Estocolmo está distribuida en once municipios.
Cuando se compara la población de diferentes ciudades, la población de la zona urbana (tätort) es preferible a la población del municipio. La población de, por ejemplo, Estocolmo debe contabilizarse como unos 1,2 millones de habitantes en lugar de los aproximadamente 800.000 del municipio, y la de Lund más bien unos 75 000 en lugar de unos 110 000.

## Definiciones suecas

### Términos utilizados con fines estadísticos
- Tätort (área urbana) es el concepto central utilizado en las estadísticas. La definición está acordada en los países nórdicos:[2] Un área urbana es cualquier aldea, pueblo o ciudad con una población de al menos 200 habitantes, para la cual el área construida contigua cumple el criterio de que las casas no estén a más de 200 metros de distancia cuando se descuentan los ríos, parques, carreteras, etc.[1] - sin tener en cuenta los límites de los distritos, municipios o condados.[2] La delimitación de las localidades la realiza la Oficina de Estadísticas de Suecia cada tres años a partir de 2015 a modo de prueba, anteriormente se hacía cada cinco años.[4]
- Småort (localidad pequeña) es una localidad rural con 50-199 habitantes en un área urbanizada contigua con no más de 150 metros entre casas. El concepto es raramente usado fuera del campo de la estadística, donde se usa para asentamientos justo por debajo del límite definido para tätort.[6]
- Centralort (localidad central) se utiliza principalmente en el sentido de sede municipal o centro municipal de servicios, comercio y administración para un área.

### Términos populares y tradicionales
- Storstad (área metropolitana, literalmente "gran ciudad») es un término que suele reservarse para las tres ciudades más grandes de Suecia: Estocolmo, Gotemburgo y Malmö. Estadística de Suecia utiliza el término área metropolitana (en sueco: storstadsområde) para estas tres ciudades y sus alrededores inmediatos y municipios.[7]
- Stad (ciudad) es el término evitado por la Oficina de Estadística de Suecia, sin embargo, corresponde aproximadamente a las zonas urbanas de más de 10 000 habitantes.[4] Desde el punto de vista jurídico, el término stad ha quedado obsoleto desde 1971, y ahora se utiliza principalmente para describir localidades que antes eran ciudades con fueros. La categoría estadística "ciudad grande» utilizada por la Oficina de Estadística de Suecia incluye municipios con más de 90.000 habitantes en un radio de 30 km desde el centro del municipio.[8] También existe la categoría «ciudad grande mediana» medelstor stad.
- Köping (ciudad mercado) también fue abolida como término oficial en 1971 en contextos gubernamentales y estadísticos, y solo en raras ocasiones se mantiene en uso por los legos, aunque ha sobrevivido como parte de los nombres de varias ciudades más pequeñas. El significado era una localidad con una condición jurídica intermedia inferior a la de una ciudad.
- Municipalsamhälle (comunidad municipal) fue un término que se utilizó entre 1875 y 1971, pero ya no se utiliza fuera de los contextos históricos. En 1863, Suecia estaba dividida en 2.500 municipios, de los cuales 89 eran ciudades, 8 eran ciudades de mercado (köpingar) y el resto municipios rurales ("landskommuner»). Un «municipalsamhälle» era un centro administrativo de uno o varios municipios rurales, con reglamentos y privilegios especiales en común con las ciudades. El término quedó obsoleto en 1971, cuando se abandonaron los diferentes tipos de municipios y se introdujo un formulario estándar para todos los municipios.
- Samhälle (comunidad) es un concepto común utilizado por y para las zonas urbanas que son de tamaño intermedio entre una ciudad y un pueblo. El término "samhälle» también se utiliza en sueco para denotar «sociedad», «comunidad» o «estado». Un samhälle no necesariamente cumple con los criterios del actual concepto de tätort - o incluso småort.
- By (pueblo y aldea) es un término tradicional, pero en el uso coloquial puede referirse a un suburbio o pueblo de tamaño considerable. Si se utiliza en el contexto de las estadísticas, debe asumirse que el tamaño de un by es más pequeño que el de un småort.

### Zonas estacionales y suburbios
- Fritidshusområde (área estacional) es, en el contexto estadístico, una zona con menos de 50 habitantes permanentes, pero con al menos 50 casas (en la práctica: casas de fin de semana/casas de verano) que cumplen el criterio de no estar separadas por más de 150 metros. Aproximadamente un tercio de las «segundas viviendas» de Suecia se encuentran en esas zonas. El término pertenece también al uso cotidiano, aunque se define de manera menos estricta.
- Förstad y förort (suburbio) son términos muy utilizados con una connotación algo negativa.

## Estadísticas
Antes de 2015, la Oficina de Estadística de Suecia efectuaba la delimitación de las localidades cada cinco años, y desde entonces está probando un período de actualización de tres años. El número de zonas urbanas en Suecia aumentó en 56, hasta alcanzar 1956 en 2010. Un total de 8 016 000 personas - 85 % - de la población sueca vivían en una zona urbana; ocupaban solo el 1,3 % de la superficie total de Suecia, y la zona urbana más poblada era Estocolmo, con 1,4 millones de personas.
- Lista de localidades de Suecia
- Áreas urbanas más grandes de la Unión Europea
- Geografía de Suecia